# Сергеев, Валерий Николаевич (технолог)
Валерий Николаевич Сергеев (род. 1940) — российский учёный и организатор производства в области технологии мясных, молочных и рыбных продуктов, член-корреспондент РАСХН (1993), член-корреспондент Российской академии наук (2014).

## Биография
Родился 14 декабря 1940 в Стерлитамаке Башкирской АССР. Окончил Ленинградский технологический институт холодильной промышленности (1963).
- 1963—1966 главный инженер-механик, директор Боровичского городского молочного завода.
- 1966—1975 главный инженер, с 1971 начальник Новгородского областного управления молочной промышленности,
- 1975—1979 начальник Главного управления молочной промышленности, одновременно в 1977—1983 член коллегии Министерства мясной и молочной промышленности СССР.
- 1979—1983 начальник ВПО «Союзконсервмолоко»,
- 1983—1986 заместитель министра мясной и молочной промышленности СССР,
- 1986—1989 заместитель начальника отдела по производству и переработке продукции животноводства Госагропрома СССР.
- 1989—1991 первый заместитель заведующего отделом перспективного развития пищевой, перерабатывающей промышленности и рыбного хозяйства Государственной комиссии Совета Министров СССР по продовольствию и закупкам,
- 1991 начальник Главного управления развития мясной и молочной промышленности Министерства сельского хозяйства и продовольствия СССР.
- 1991—1993 начальник отдела, заместитель академика-секретаря Отделения хранения и переработки с.-х. продукции РАСХН,
- 1993—1994 первый заместитель председателя Комитета Российской Федерации по пищевой и перерабатывающей промышленности.
- 1994—1998 первый заместитель директора, директор — руководитель департамента пищевой и перерабатывающей промышленности Министерства сельского хозяйства и продовольствия РФ.
- 1999—2001 заместитель председателя, председатель правления Агропромышленного союза России,
- 2001—2003 помощник депутата Государственной Думы третьего созыва, одновременно с 2002 г. — генеральный директор ЗАО "Акционерная компания по производству продуктов детского питания и молочных консервов «Союзконсервмолоко»,
- с 2003 г. — вице-президент Европейской экономической компании.

Доктор технических наук (1990), профессор (1996), член-корреспондент РАСХН (1993), член-корреспондент РАН (2014).
Научные интересы: разработка научных и технологических основ оптимизации состава молочных продуктов; производство продуктов питания, переработка с.-х. сырья.

## Научные труды
- Приоритеты развития науки и научного обеспечения в пищевых и перерабатывающих отраслях АПК: механизм формирования и реализации: в 3 ч. / соавт.: А. Н. Богатырев и др. — М., 1995.
- Продовольственная индустрия России: в 5 вып. / соавт.: А. Г. Бондаренко и др.; МСХ и продовольствия РФ. — М., 1997.
- Пищевая промышленность России за десять лет после советской власти. — М., 2002. — 764 с.
- Что и сколько пьют в России: водка, вино, пиво, квас… и чай тоже. — М.: Пищепромиздат, 2003. — 362 с.
- Пищевая и перерабатывающая промышленность России. — М.: Пищепромиздат, 2005. — 530 с.
- Россия на весах продовольственной безопасности. — М., 2011. — 97 с.